# NGC 3279
NGC 3279 is een spiraalvormig sterrenstelsel in het sterrenbeeld Leeuw. Het hemelobject werd op 5 maart 1878 ontdekt door de Amerikaanse astronoom David Peck Todd.

## Synoniemen
- IC 622
- IRAS 10320+1127
- UGC 5741
- ZWG 65.59
- MCG 2-27-27
- FGC 1100
- PGC 31302